# Cylisticus mechthildae
Cylisticus mechthildae là một loài chân đều trong họ Cylisticidae. Loài này được miêu tả khoa học năm 1971 bởi Strouhal.